# Volksbank Raiffeisenbank Fürstenfeldbruck
Die Volksbank Raiffeisenbank Fürstenfeldbruck eG ist eine deutsche Genossenschaftsbank mit Sitz in Fürstenfeldbruck, Bayern. Im allgemeinen Sprachgebrauch wird sie auch kurz VR-Bank Fürstenfeldbruck genannt.
Die Bank in ihrer heutigen Form entstand am 2. November 2001 aus der Fusion der Volksbank Fürstenfeldbruck eG und der Raiffeisenbank Germering-Olching eG.

## Geschäftsstellen
Die Bank ist an insgesamt 18 Standorten im Landkreis Fürstenfeldbruck vertreten:
- Alling
- Alling-Biburg
- Althegnenberg
- Eichenau
- Emmering
- Fürstenfeldbruck (2 Standorte)
- Germering
- Grafrath
- Gröbenzell
- Moorenweis-Grunertshofen
- Jesenwang
- Maisach
- Maisach-Gernlinden
- Mammendorf
- Olching
- Olching-Neu-Esting
- Puchheim Bahnhof

## Einlagensicherung und Institutsschutz
Die Volksbank Raiffeisenbank Fürstenfeldbruck eG ist der BVR Institutssicherung GmbH und der Sicherungseinrichtung des Bundesverbandes der Deutschen Volksbanken und Raiffeisenbanken (BVR) angeschlossen.

## Kooperationen
Die Genossenschaftsbank arbeitet mit dem genossenschaftlichen Finanzverbund zusammen.